# Хвилі Кубані

Обкладинка

Хвилі Кубані - неперіодичний збірник Громади Українців з Кубані. Рідкісне видання. Прага. 1927 р.
Видавалося в Чехословаччині у 1920-тих роках. Саме в цей час після переселення сюди опозиційних Врангелю козацьких діячів (самостійники, демократи, соціалісти та ін.) Чехословаччина перетворилася в справжній центр козацької еміграції.